# Cephalopsetta ventrocellatus
Cephalopsetta ventrocellatus is een straalvinnige vissensoort uit de familie van schijnbotten (Paralichthyidae). De wetenschappelijke naam van de soort is voor het eerst geldig gepubliceerd in 1965 door Dutt & Rao.